# 中国人民解放军第二野战军军事政治大学
中国人民解放军第二野战军军事政治大学是1949年成立的一所军队干部学校。

## 历史
1947年8月下旬，陈谢兵团强渡黄河，挺进豫西，开辟豫陕鄂解放区。1948年2月20日豫陕鄂第五军分区军政干部学校发布的《告知识青年书》，号召广大知识青年“坚强的亲密的携起手来，在革命的道路上并肩前进”“赶快起来参加革命阵营，开始学习，准备为人民服务”。
1948年3月，豫陕鄂军区以第四纵队随营学校为基础，在鲁山县文庙（今鲁山县第一高级中学老校区）合并了第五军分区军政干部学校、鄂豫皖干部训练班、九纵随营学校，组建了“豫陕鄂人民军政大学”，陈赓兼任校长、政委。
1948年5月16日，豫陕鄂人民军政大学从鲁山迁至临汝县文庙，9月2日在在临汝县汝阳中学（现汝州市汝瓷博物馆）扩建为“中原军区军政大学”，中原军区、中原野战军司令员刘伯承兼任校长、政委。2006年，中原军政大学旧址“汝州文庙”被列为第六批全国重点文物保护单位。中原军大计划组建四个总队；其中由豫陕鄂军大的机关和两个大队编为中原军大的第一总队，调豫西军区五分区政委张衍（在抗大总校长期做政治理论教育工作）任中原军大政治部副主任兼第一总队政委，总队长邢荣杰。一总队又成立两个新的大队，共有四个大队，招收了一批青年学生，共有二千多人。由于中野很快于1948年10月解放郑州战役，然后中野主力向东机动协同华野发动淮海战役，原计划调一批干部到军大组建校部和其他总队的计划没能实施，中原军大只有第一总队。中原军大开学后，主要进行战争胜利形势和任务、人民解放军的宗旨、成长历史和光荣传统的教育，还有军事知识的训练。

1948年10月23日郑州解放，张际春副政委指示张衍率领军大学生参加接管郑州的分工作，中原军区军政大学迁入刚解放的郑州。1948年12月2日，南迁许昌。1948年12月下旬，淮海战役第二阶段结束后，张衍到中原军区向张际春、李达汇报学校工作情况后，张、李二位指示，因为要准备渡江作战，军大暂不扩大，待渡江作战后再进一步充实；同时指示，军大在一总队内新建第五大队，接收改造淮海战役俘虏的国民党军官的任务。1949年1月14日，中原军政大学第一期800名学员毕业奔赴前线。
1949年3月，中原军大四个大队学员举行毕业，学员分到部队中去。1949年3月19日，中原军区军政大学从许昌千里行军。1949年4月初中原军大第一期毕业。5月4日进驻南京，改称中国人民解放军第二野战军军事政治大学。1946年6月中旬二野军大正式招生，在南京报纸上刊登招生公告、招生简章后又公布了四个招生处，分别设在南京新街口、大行宮、湖南路和建邺路。一开始计划一共招3000人。南京各个高中学校、预科学校的学生，也有少量大学生，镇江、常州、苏州、杭州等地学生陆续赶到南京。刘伯承司令员指示：突破原定的招生限额，要招1.5万学生。最终二野军大录取学员14867名，实际报到入学12278人。校长兼政治委员刘伯承，副校长潘梓年，教育长徐立行，政治部副主任刘华清，校务部部长武承先。驻扎在孝陵卫，这里原来是国民党中央军官训练团。校门上蒋介石书写的“中央训练团”五个字的牌匾，也更换为“中国人民解放军第二野战军军事政治大学”。6月16日刘伯承司令员到孝陵卫校区做报告，分散在南京市区各地的22个大队的学员、干部、战士两万人在大操场席地而坐成26个方阵。刘伯承司令员的报告题目为《白刀子进，红刀子出》，要求学员树立革命的人生观价值观：“学校名叫军政大学，是为革命战争培养干部的，但我看叫它草鞋大学更好。因为现在还有大半个中国没有解放，我们要打仗、要走路，要解放全中国，大家一定要有艰苦奋斗、不怕牺牲的思想准备，要经得起考验！”1949年7月中原军大第二期毕业。1949年8月19日，刘伯承、邓小平根据中央军委指示，下达了《川黔作战基本命令》，同时向二野军政大学下达了进军西南命令。
- 三分校
- 四分校：1949年7月20日在南昌举办开学典礼。校长兼政委陈赓讲话：“你们投笔从戎，抓住了革命战争的尾巴，是你们的光荣。”“学校名叫军政大学，是为革命战争培养干部的，但我看叫它草鞋大学更好。因为现在还有大半个中国没有解放，我们要打仗、要走路，要解放全中国，大家一定要有艰苦奋斗、不怕牺牲的思想准备，要经得起考验。”教育长范戈。1949年8月16日由江西南昌莲塘出发，经广东、广西、贵州入云南达昆明总计5256华里，包括乘火车488、乘船650、步行4118华里。1950年3月20日到达昆明，共218天，其中包括修整132天、乘车3天、乘船3天、步行80天。莲塘，招生930人。吉安，招生350人。广州，招生1070人。[4]
- 五分校

1949年10月，中国人民解放军第二野战军军事政治大学进军大西南，1950年1月抵达重庆，改称中国人民解放军西南军区军事政治大学。
- 川西分校
- 川北分校
- 川东分校
- 川南分校：驻乐山。校长杜义德兼，教育长贺格非、政治主任张磊。
- 昆明分校
- 云南分校
- 贵阳分校
- 安顺分校：即18兵团军事政治干部学校

1951年初西南军事政治大学昆明分校、云南分校、川东分校、川南分校、川西分校、川北分校、贵阳分校、安顺分校改建为中国人民解放军第4、第5、第6、第7、第8、第9、第10、第11步兵学校,
1951年初，改称中国人民解放军第二高级步兵学校。1952年，二高调哈尔滨组建中国人民解放军军事工程学院（哈军工）。